# Saillans, Drôme
Saillans je naselje in občina v jugovzhodnem francoskem departmaju Drôme regije Rona-Alpe. Leta 2007 je naselje imelo 1.006 prebivalcev.

## Geografija
Kraj leži v pokrajini Daufineji ob reki Drôme, 45 km jugovzhodno od Valence.

## Uprava
Saillans je sedež istoimenskega kantona, v katerega so poleg njegove vključene še občine Aubenasson, Aurel, Chastel-Arnaud, La Chaudière, Espenel, Eygluy-Escoulin, Rimon-et-Savel, Saint-Benoit-en-Diois, Saint-Sauveur-en-Diois, Vercheny in Véronne z 2.076 prebivalci.
Kanton Saillans je sestavni del okrožja Die.